# San Vicente Zoyatlán
San Vicente Zoyatlán es una localidad del estado mexicano de Guerrero. Es parte del municipio de Alcozauca de Guerrero.

## Toponimia
El nombre «San Vicente» hace referencia al santo patrono de la localidad: San Vicente Ferrer. El nombre «Zoyatlán» proviene de los términos en náhuatl: tzoyatl, soyate; tlan, lugar. Su significado es «lugar de soyates».

## Demografía
| Gráfica de evolución demográfica |
|                                  |

| Censo | Población |
| ----- | --------- |
| 1950  | 729       |
| 1960  | 810       |
| 1970  | 706       |
| 1980  | 833       |
| 1990  | 1 221     |
| 2000  | 1 374     |
| 2010  | 1 911     |
| 2020  | 1 852     |